# Verre de fougère
Le verre de fougère ou verre de forêt (en allemand : waldglas) est un verre apparu en Allemagne au début du Moyen-Âge. Il a souvent une coloration verdâtre, jaunâtre ou brunâtre.

## Histoire
L'Allemagne est d'abord très influencée par la production de verre Romain. Sa production est concentrée en Rhénanie. Mais après le départ des Romains pendant le Ve siècle, les centres de production vont bouger en fonction des forêts disponibles car la production de verre est très consommatrice de bois,. Ce verre produit en forêt (waldglas signifie littéralement verre de forêt) est fait à partir d'un sable contenant des impuretés et notamment de l’oxyde de fer, qui lui donne sa couleur verdâtre qui le distingue des verres méditerranéens, incolores,,. En France, de la fougère était utilisée dans la fabrication de ce verre, d'où le nom de verre de fougère.